# Pia Sociedade de São Paulo
A Pia Sociedade de São Paulo (em latim: Societas Sancti Pauli, S.S.P.), é uma congregação religiosa católica fundada em 20 de agosto de 1914 em Alba, na Itália pelo padre Tiago Alberione e oficialmente aprovada pela Santa Sé em 27 de junho de 1949 e uma aprovação extra-oficial em 10 de maio de 1941.
Seus membros são conhecidos como Paulinos - nome também aplicado à muito mais antiga Ordem de São Paulo, o Primeiro Eremita. Fiéis à missão que lhes foi confiada pelo seu fundador, comunicam a mensagem cristã com todos os meios que a tecnologia põe à disposição do homem moderno. Estão presentes em 30 países ao redor do mundo e atuam em diversas áreas: editorial e livraria, jornalismo, cinematografia, televisão, rádio, audiovisual, multimídia, telemática; centros de estudos, pesquisa, formação e animação.
A sociedade é um dos dez institutos religiosos e leigos fundados pelo sacerdote Tiago Alberione, que foi proclamado beato pelo Papa João Paulo II em 20 de dezembro de 2002.